# Balm bei Günsberg
Balm bei Günsberg is een gemeente en plaats in het Zwitserse kanton Solothurn en maakt deel uit van het district Lebern.
Balm bei Günsberg telt 209 inwoners.